# پرایری ویو (آرکانزاس)
پرایری ویو (به انگلیسی: Prairie View) یک منطقهٔ مسکونی در ایالات متحده آمریکا است که در شهرستان لوگان، آرکانزاس واقع شده‌است. پرایری ویو ۱۲۸٫۹۳ متر بالاتر از سطح دریا واقع شده‌است.